# 教育令
教育令（きょういくれい、明治12年9月29日太政官布告第40号）は、1872年（明治5年）公布の学制（明治5年太政官布告第214号）に代わって制定された教育に関する太政官布告である。本項では、これをさらに改正した第2次教育令（明治13年12月28日太政官布告第59号）および第3次教育令（明治18年8月12日太政官布告第23号）についても述べる。

## 概要
地方官（府県長官）に与えられた権限を縮小し学区制を廃止した内容になっている。私学校設立と国民の重い負担に鑑みて就学に関する規定を緩和したが反対意見が噴出し、翌1880年（明治13年）12月28日と1885年（明治18年）8月12日の2度の改正がなされた。1886年（明治19年）3〜4月、初代文部大臣・森有礼による、一連の学校令の制定によって廃止された。

## 第1次教育令
公布日
1879年（明治12年）9月29日
公布の経緯
学制がもともと欧米の教育制度を模範に定められたこともあり、当時国力や民情、文化の異なる日本で全国的に画一的に実施することが困難で、多くの問題が生じていた。学校の運営に要する地方の経済的な負担も大きく、地方の事情が考慮されていなかったため、極力地方の事情を考慮し円滑に教育制度を進めていく必要があり、文部省では1877年（明治10年）に文部大輔の田中不二麻呂を中心として設置された委員が学制の改正に着手し、学制に代わり教育令が公布されるに至った。
公布までの流れ
- 1877年（明治10年）- 文部大輔の田中不二麻呂を中心として設置された委員が学制の改正に着手。
- 1878年（明治11年）

- 5月14日 - 新しい教育法案としての「日本教育令」が整えられ草案が上奏される。
- 5月23日 - 文部省が学制の施行規則である小学教則・中学教則略その他の諸規則の廃止を布達。

- 1879年（明治12年）9月26日 - 太政官と元老院で審議修正、上裁を経て太政官布告第40号をもって「教育令」として公布。

教育令の内容・特徴（概要）
- 学制の中央集権的、画一的性格を改めて、教育の権限を大幅に地方にゆだね、地方の自由にまかせた。
- 全文47条からなり、学制に比べて簡略化されていた（その分、これに付帯して各学校に関する詳しい規定が徐々に公布される方針であった）。
- 学校を「小学校・中学校・大学校・師範学校・専門学校・その他各種の学校」に分ける。
- まず初等教育の環境を整え確立するために、多くの条章が小学校に関するものであった。
- 学区制を廃止し、町村を小学校設置の基礎とする。
- 督学局・学区取締の規定を廃止し、町村住民の選挙によって「学務委員」を設置し学校事務を管理させることにする。
- 就学義務を学齢期間中少なくとも16ヶ月とし、学校に入学しなくても別に普通教育を受ける方法があれば就学と見なす（就学義務の緩和）。
- 公立小学校の修業年限を8年としたが、4年まで短縮を認め、毎年4ヶ月以上授業すればよいとする。
- 私立小学校があれば公立小学校を設置しなくてもよい。
- 資力に乏しい地方では巡回教員による方法も認める。

## 第2次教育令
公布日
1880年（明治13年）12月28日
改正の経緯
中央集権的・画一的であった学制に取って代わり、教育の権限を大幅に地方にゆだね、地方の自由にまかせた教育令は「自由教育令」と呼ばれるようになった。教育令には、それぞれの土地と民度に応じて取捨選択をそれぞれの地方にゆだねるアメリカ諸州における進歩した方法が取り入れられたが、日本における実施の結果はかえって小学校教育を後退させることとなった。地方によっては児童の就学率が減少し、経費節減のため廃校、あるいは校舎の建築を中止するなどの事態も生じていた。そのため教育令に対する批判が高まっていた。
改正の流れ
- 1880年（明治13年）
  - 12月9日 - 文部卿に就任したばかりの河野敏鎌が教育令改正の準備を進め、改正原案を太政官に上申。
  - 12月28日 - 太政官・元老院の審議を経て一部修正が加えられ、太政官布告第59号をもって公布。

改正教育令の内容・特徴（概要）
- 地方の自由を認める方針であった教育令（第1次）に対し、改正教育令は国家の統制・政府の干渉を基本方針とした。
- 教育令（第1次）の条文に修正を加え、一部の条文を削除、3ヶ条を追加して50条からなっている（このうち6ヶ条が削除されているため有効な条文は実質44ヶ条）。
- 学校の種類としては、従来の「小学校・中学校・大学校・師範学校・専門学校」に、新しく農学校・商業学校・職工学校を加える。
- 教育行政上の重要な事項について文部卿（後の文部大臣）の認可を規定し、府知事・県令（後の県知事）の権限を強化。

- 公立の学校・幼稚園・図書館等の設置廃止については、府県立のものは文部卿の認可、町村立のもの・私立のものは府知事県令の認可を必要とする。
- 町村立・私立の学校等の設置廃止等の規則や教則等は、府知事県令が起草して文部卿の認可を受けなければならない。
- 各町村は府知事県令の指示に従って独立あるいは連合してその学齢児童を十分に教育できる1ヶ所もしくは数か所の小学校を設置しなければならないと厳格に規定。
- 私立小学校を公立小学校の代用とする場合も、巡回授業の場合も府知事県令の認可が必要となる。
- 町村立学校の教員の任免は学務委員の申請により府知事県令が行ない、町村立小学校教員の俸給額は府知事県令が定めて文部卿の認可を受ける。

- 就学義務を明確にし、小学校3年間とし、それを修了した後も相当な理由がなければ毎年就学するものとした。
- 小学校の修業年限を3年以上8年以下とし、最低4年を3年に短縮した。なお年間の授業日数を4ヶ月から32週以上に改め、学校は休暇を除きほぼ常時授業を行なうべきものとされる。
- 小学校の学科の冒頭に修身を置く。
- 府県への師範学校の設置義務を明確にした（教育令（第1次）では「便宜に応じて設置」とやや不明確であった）。
- 追加条文で中学校・農学校・商業学校・職工学校等諸学校は府県が設置すべきものと規定。
- 教員の年齢18歳以上（従来通り）を規定した条文に「品行不正の者は教員になることができない」という但し書きが加えられる。
- 小学校や公立師範学校に対する国の補助金に関する条文が削除された（1881年（明治14年）6月限りで小学校・公立師範学校への国庫補助金が廃止）

その他（諸規則）
小学校
- 1881年（明治14年）

- 1月 - 「小学校設置の区域ならびに校数指示方心得」と「就学督責規則起草心得」（1月29日文部省達）を制定し、小学校の学区の設定と学校の設置基準、就学督責規則の基準を明確にし、こどもの就学をいっそう厳重に督促した。
- 5月4日 -「小学校教則綱領」を制定し、各府県で小学校教則を定める際の基準を示す。小学校は初等科3年・中等科3年・高等科2年と規定される。修身を重視し、歴史は日本歴史のみとする。

- 「学務委員薦挙規則起草心得」
- 「学務担任者の事務要項」
- 「学校幼稚園書籍館等の設置廃止規則」
- 「小学校教員免許状授与方心得」（1月31日文部書達）。7月8日改定し、徳望ある碩学老儒には無試験で修身科教授免許状を授与し、品行不正の際の免許状没収などを追加（文部省達）
- 「小学校教員心得」（6月18日文部省達）国家主義的教化を行う教員としての本分を官定し、全国の教員に下付された。
- 「学校教員品行規則」（7月21日文部省達）等

師範学校
- 1881年（明治14年）8月19日 -「師範学校教則大綱」を制定（文部書達）。

- 師範学校に初等師範学科（1年）、中等師範学科（2年半）・高等師範学科（4年）の3課程を設置し、小学校の初等科・中等科・高等科の教員を養成すると規定。

- 1883年（明治16年）7月6日 -「府県立師範学校通則」を制定し（文部省達）、これは師範学校の目的・設置基準・管理などについて一般的事項を規定。

中学校
- 1881年（明治14年）7月29日 -「中学校教則大綱」を制定（文部書達）。

- 中学校の入学資格を小学校中等科卒業とし、編成を初等中学科（4年）と高等中学科（2年）の2段階編制とする。この他に教育課程を規定。

- 1884年（明治17年）1月 - 「中学校通則」を制定し（文部書達）、中学校の目的（「忠孝彝倫ノ道」に基づき中流人士あるいは上級学校進学者を育成することと定める）・設置・管理等を規定。

専門学校
- 1882年（明治15年）

- 5月27日 -「医学校通則」を制定（文部省達）し、医学校の水準向上を期する。
- 7月18日 -「薬学校通則」を制定（文部省達）。

- 1883年（明治16年）4月11日 - 「農学校通則」を制定（文部省達）。文部省の実業教育に関する法令の初め。
- 1884年（明治17年）1月11日 - 「商業学校通則」を制定（文部省達）。商業学校を中等程度の第一種と、専門程度の第二種とに分ける。

## 第3次教育令
公布日
1885年（明治18年）8月12日
改正の経緯
1880年（明治13年）の改正教育令公布後、府県ごとに教育関係の諸規制が整えられ、小学校をはじめ師範学校、中学校等が次第に発達した。小学校では学年編制ができ、学年段階別に編集された教科書も使用されるようになってきた。しかし特に地方では経済的不況などのために就学率が停滞していたところに国庫補助金廃止がさらに深刻な経済的不況をもたらし教育費の支出に苦しむ地方が多かった。このような状況のもとに教育令は再び改正された。
内容・特徴（概要）
- 主に経済的不況に対処して地方の教育費の節減を図ることを目的とする。
- 条文を簡略化し31ヶ条とする。
- 小学校のほかに「小学教場」を認め、地方の実情に応じて簡易な普通教育を行なうことができるようにする。
- 小学校および小学教場については、単に「児童に普通教育を施す所とする」と規定したのみで、学科の規定を削除している。
- 土地の情況により午前もしくは午後の半日か夜間に2時間以上の授業をすることができると規定。
- 学務委員を廃止し、町村の学事は戸長が担当する。
- 学齢児童を小学校・小学教場・巡回授業のいずれも、別に普通教育を施す際の認可者を郡区長から戸長に改める。